# Chester, Illinois
Chester är en stad (city) i Randolph County, i delstaten Illinois, USA. Enligt United States Census Bureau har staden en folkmängd på 8 569 invånare (2011) och en landarea på 15 km². Chester är huvudort i Randolph County.